# Leander Piotr Poniński
Leander Piotr Poniński herbu Łodzia, (ur. 1800, zm. 25 lipca 1865 we Lwowie) – książę, bibliofil, kolekcjoner dzieł sztuki, założyciel teatru w Horyńcu,
właściciel dóbr Horyńca, Wólki, Tarasówki i Nowin
Syn Aleksandra Ponińskiego i Zofii Poletyło herbu Trzywdar, (ur. ok. 1770 r.).
Żoną jego była Franciszka Wiśniewska herbu Prus (herb szlachecki) (I) (ur. 1800).
Leander Piotr Poniński zbudował w latach 1843-1846 teatr dworski w Horyńcu na życzenie syna Ludwika Nikodema Ponińskiego (15 września 1827-1893) – wielkiego miłośnika teatru. W okresie świetności grywały w Horyńcu zespoły z Wiednia i Lwowa.
Zapoczątkował zbiory Biblioteki Ponińskich, doprowadził do lokalizacji cmentarza (1852) i okazywał pomoc gwardianom franciszkańskim, gdy byli w potrzebie.